# Întoarcerea porumbelului la arcă
Întoarcerea porumbelului la arcă este un tablou de sir John Everett Millais, finalizat în anul 1851. Acum este expus la Muzeul Ashmolean, Oxford. 
Pictura înfățișează o scenă din Biblie. Două dintre nurorile lui Noe hrănesc porumbelul care s-a întors la arcă cu o ramură de măslin.
Întoarcerea porumbelului pe arcă a fost expus publicului pentru prima dată la Academia Regală în 1851. A fost lăudat de către John Ruskin și Théophile Gautier, printre alții. Ruskin a fost atât impresionat de tablou încât a dorit să-l cumpere atunci când l-a văzut pentru prima dată, dar era deja vândut colecționarului Thomas Combe, inspector al Clarendon Press, care deținea multe alte opere de artă pre-rafaelite. A fost transferat la Muzeul Ashmolean ca parte a Moștenirii Combe în 1893.